# Šimabara

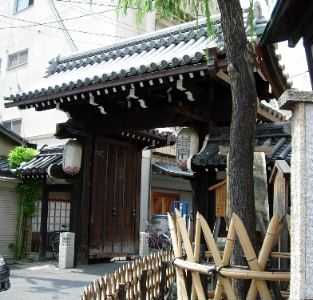
Šimabara

Šimabara (島原) byla první zábavní čtvrť v Kjótu.
O souhlas pro zřízení nevěstince požádal Saburoemon Hara. Bylo mu vyhověno a tak postavil menší komplex obehnaný zdí s jedinou vstupní bránou v blízkosti císařského paláce. Toto místo bylo nazváno Janagimači (Vrbové město). Vrbové město se nacházelo blíže císařského paláce než by se slušelo, proto muselo být v roce 1602 přesunuto o kus jižněji. Až v roce 1641 zábavní čtvrť konečně zakotvila v diskrétní vzdálenosti od středu města. Dostala jméno Šimabara podle křesťanského povstání, které vypuklo v roce 1638. Vzkvétala až do roku 1854 kdy lehla popelem. Největší slávu zažila v sedmnáctém a na počátku osmnáctého století.